# The Gates of Doom
The Gates of Doom er en amerikansk stumfilm fra 1917 af Charles Swickard.

## Medvirkende
- Claire McDowell som Indore / Agatha
- Lee Shumway som Francis Duane
- Jack Connolly som Terence Unger
- Mark Fenton som Sir Ethelbert Duane
- Tommie Dale som Florence Duane